# Marco Cecchinato
Marco Cecchinato (født 30. september 1992 i Palermo, Italien) er en professionel mandlig tennisspiller fra Italien.